# Александрополь (Константиновский район)
Александрополь (укр. Олександропіль) — село на Украине, находится в Константиновском районе Донецкой области.
Население 2024 года составляет 0 человека. Почтовый индекс — 85180. Телефонный код — 6272.

## Адрес местного совета
85180, Донецкая область, Константиновский район, с. Тарасовка, ул. Московская, 56